# Wandlitz
Wandlitz is een gemeente in de Duitse deelstaat Brandenburg, en maakt deel uit van het Landkreis Barnim.
Wandlitz telt 23.485 inwoners.

## Indeling gemeente
De volgende Ortsteile maken deel uit van de gemeente:
- Basdorf
- Klosterfelde
- Lanke
- Prenden
- Schönerlinde
- Schönwalde
- Stolzenhagen
- Wandlitz
- Zerpenschleuse

Na de volksopstand in de DDR in 1953, kregen de leiders van het regime, die toen nog in Berlijn gevestigd waren, schrik. Daarom bouwden ze in een beboste streek, dicht bij een autostrade, ten zuidoosten van Handlitz een residentie voor de leden van de Staatsraad, onder meer voor Walter Ulbricht en Erich Honecker, op een veilige afstand van Berlijn. Het was voorzien dat de toegangsweg ook als startbaan kon gebruikt worden voor vliegtuigen. Binnen het complex waren er winkels gevestigd met kwaliteitsgoederen die de gewone staatsburgers van de DDR niet konden verkrijgen.

## Afbeeldingen

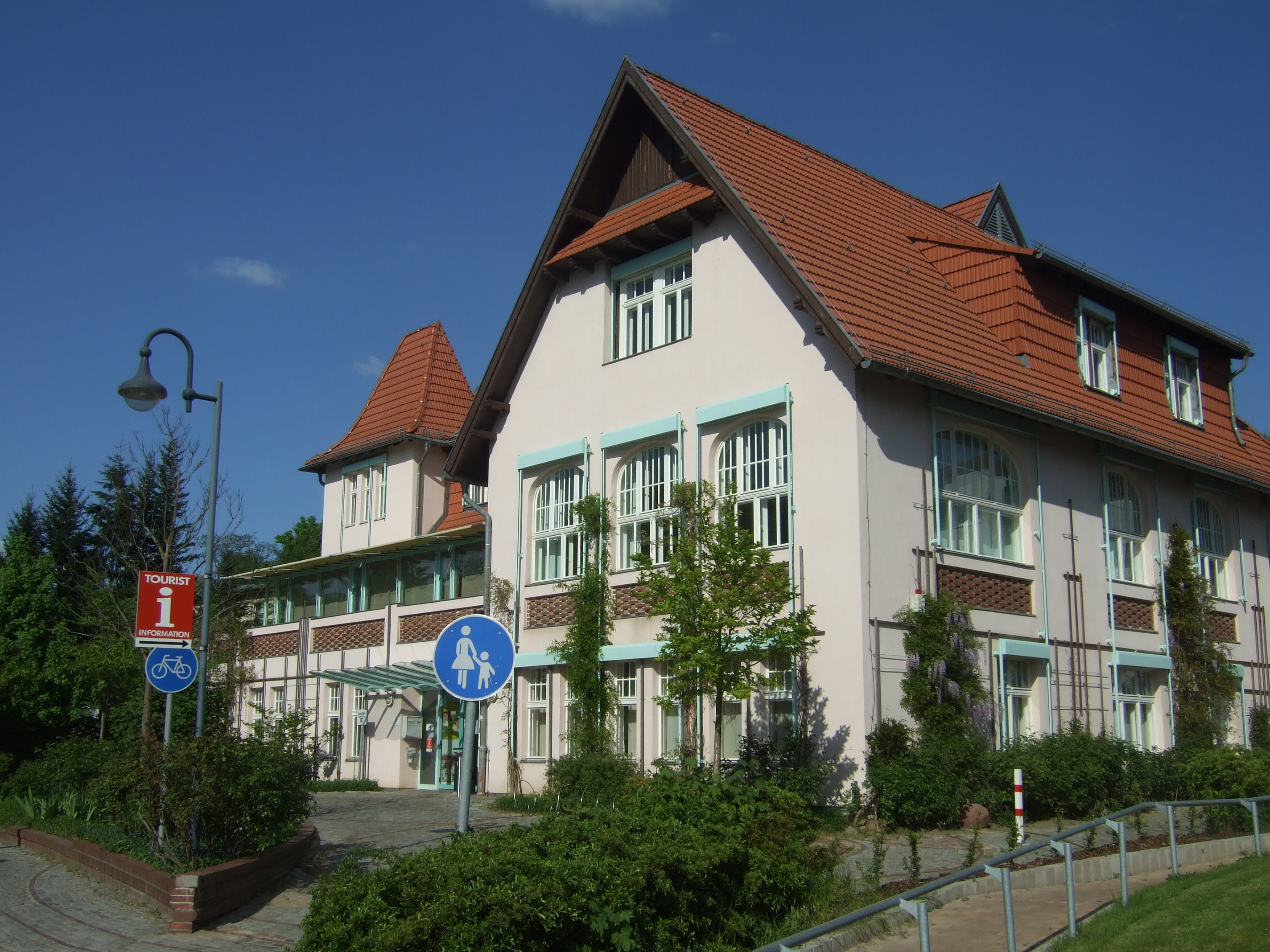
Gemeentehuis in Wandlitz
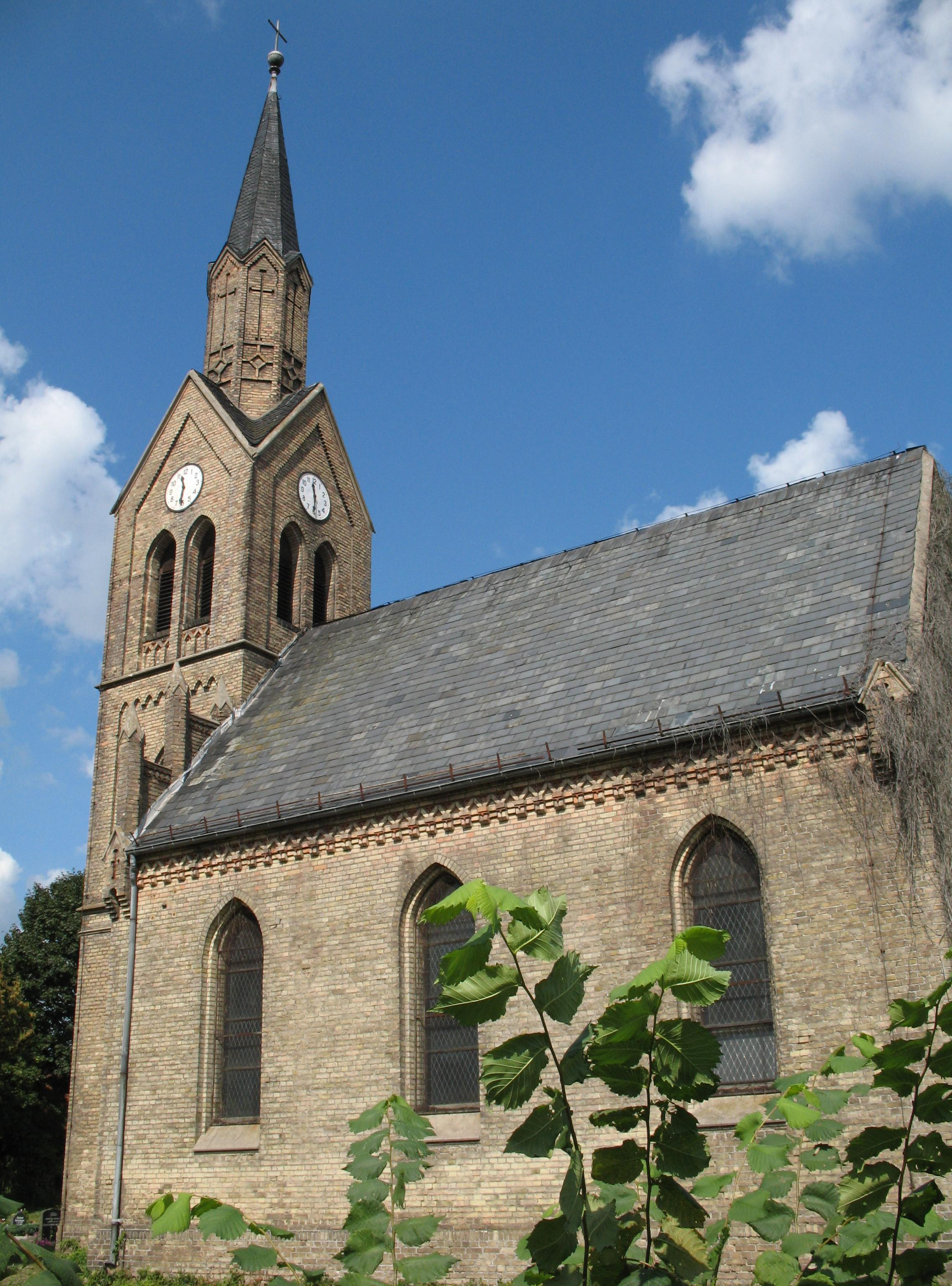
Kerk in Lanke
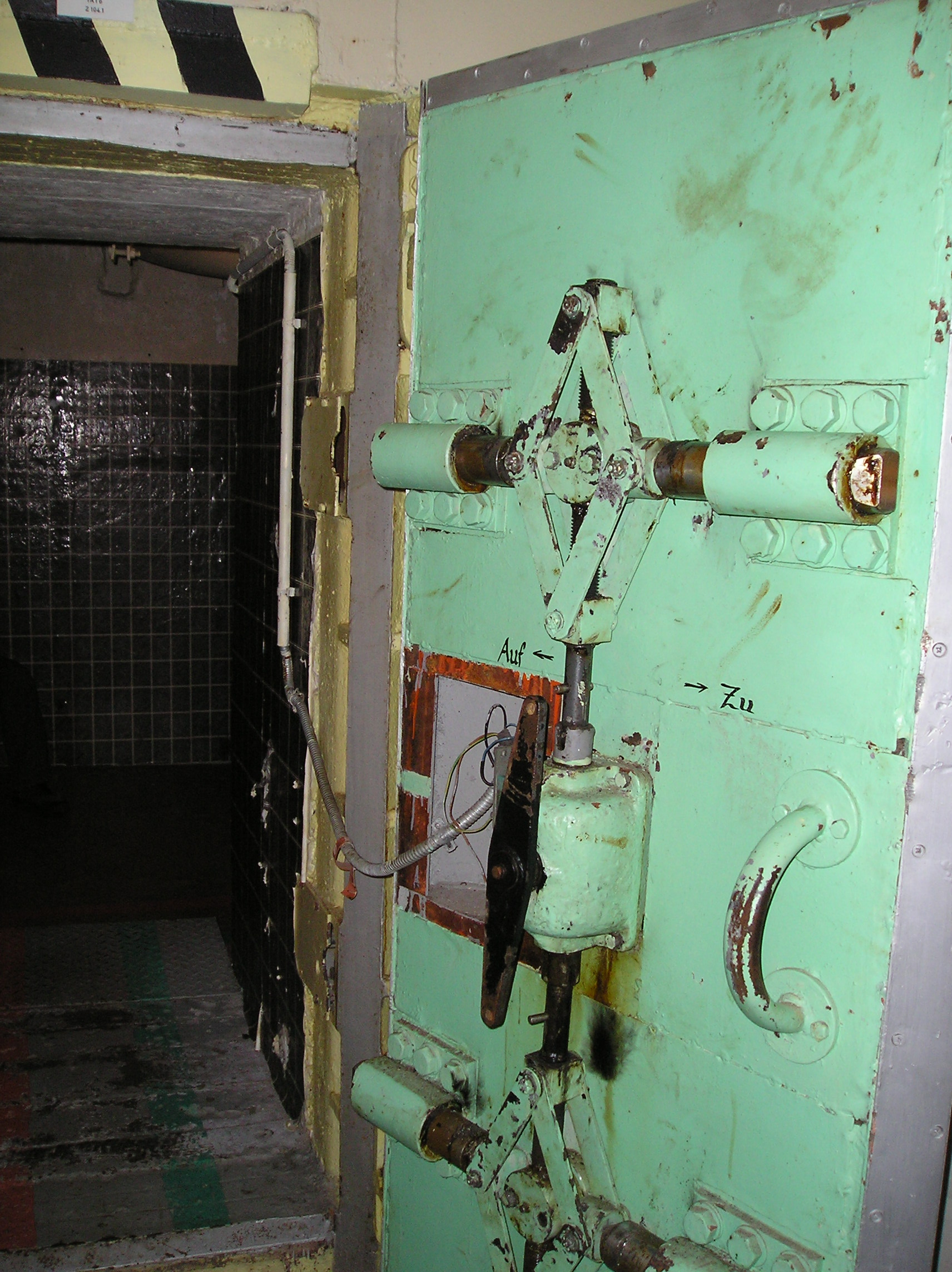
Objekt 17/5001 bunker in Prenden